# Fissidens cucullatus
Fissidens cucullatus är en bladmossart som beskrevs av Stone 1989. Fissidens cucullatus ingår i släktet fickmossor, och familjen Fissidentaceae. Inga underarter finns listade i Catalogue of Life.